# Alter Basaltsteinbruch Steinbuckel
Der Alte Basaltsteinbruch Steinbuckel ist ein flächenhaftes geologisches Naturdenkmal in der Gemarkung Ober-Ramstadt, Stadt Ober-Ramstadt, im Landkreis Darmstadt-Dieburg in Südhessen.

## Lage
Der „Steinbuckel“ liegt am südlichen Rand des Naturraums Messeler Hügelland an der Grenze zum Vorderen Odenwald. Das Naturdenkmal befindet sich nordwestlich von Ober-Ramstadt, etwa 50 Meter nördlich der „Alte Ober-Ramstädter Straße“, westlich vom Dippelshof und nahe bei den Tennisplätzen von Traisa. Das geschützte Flurstück (Flur 31, Nr. 1) trägt die Bezeichnung „Im gebrannten Schlag“ beziehungsweise „Der alte Bogen“. Das Naturdenkmal umfasst eine Fläche von etwa 0,243 Hektar.

## Beschreibung
Der „Steinbuckel“ ist ein ehemaliger Basalt-Steinbruch. Es ist ein alter Vulkanschlot, in dem große Blöcke des anstehenden Rotliegend durch die Lava hochbefördert wurden. Der Steinbruch wurde möglicherweise bereits von den Römern angelegt. Am Ende des 19. Jahrhunderts war der Schlot noch sehr gut erhalten, nach dem Ende des Abbaus ist er nicht mehr so ausgeprägt. Bereits vor 1932 wurde dieser geologische Aufschluss von einmaliger Beschaffenheit als Naturdenkmal geführt. Heute steht er durch Verordnung vom 4. Mai 1938, veröffentlicht im Anzeiger der Hessischen Landesregierung Nr. 72 vom 10. Mai 1938 unter Schutz.
In dem dichten Mischwald sind viele Steinblöcke inzwischen von Moosen bewachsen. Obwohl es im Naturdenkmal verboten ist, werden von Gesteinssammlern immer wieder Teile eines großen Basaltblocks mit Einschlüssen abgeschlagen.

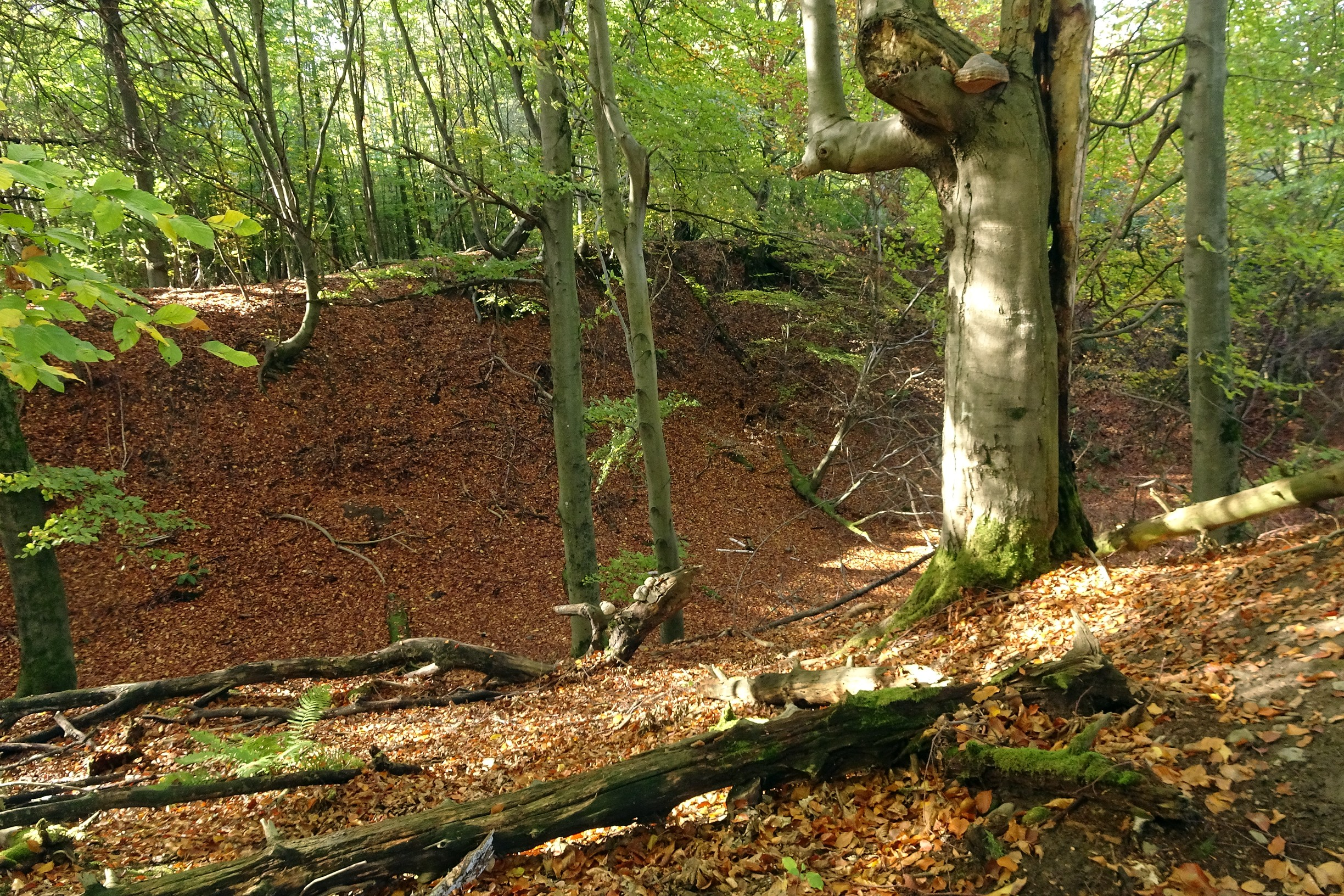
Naturdenkmal "Steinbuckel" von Süden (Oktober 2020)
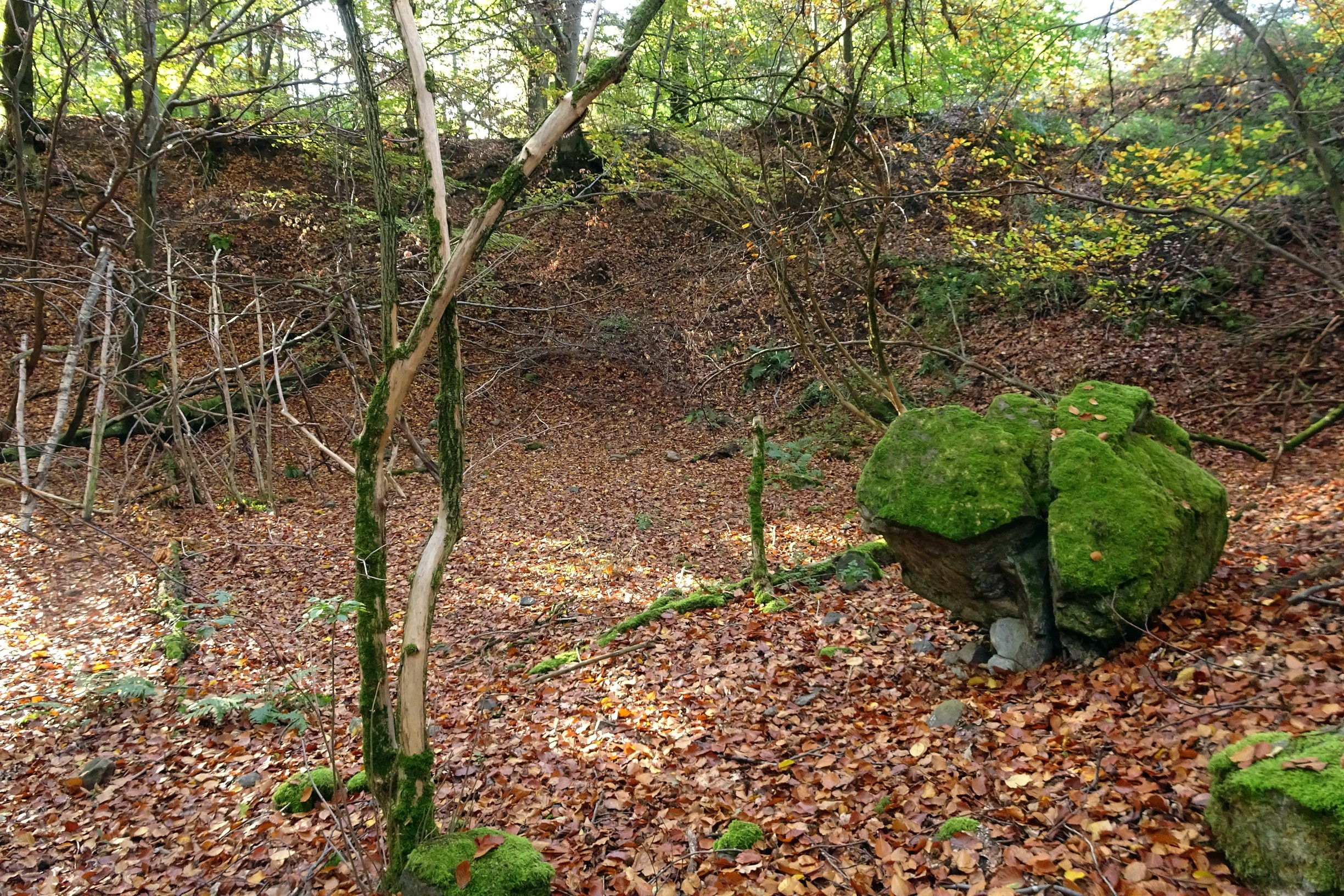
Blöcke am Grund des alten Steinbruchs (Oktober 2020)
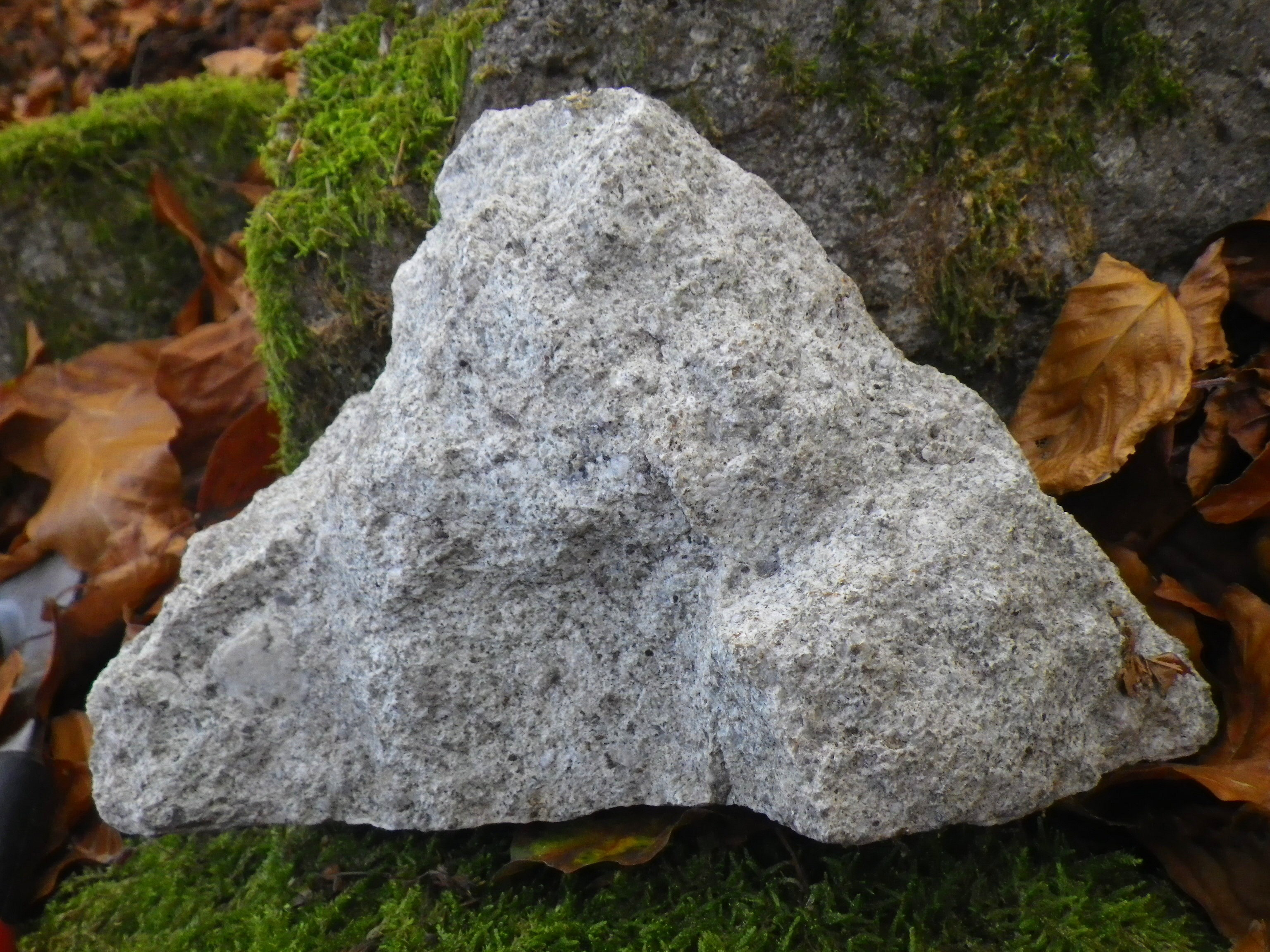
Gefrittetes Gestein (hell) vor Basalt (dunkel) vom "Steinbuckel"

## Geologie
Das Gestein ist ein Nephelinbasanit und enthält viel Olivin. Es sind hier in der Nähe des Vulkanschlotes keine Basaltsäulen entwickelt, wie sie beispielsweise am Roßberg oder Otzberg vorkommen. Die hochgeschwemmten Steinblöcke sind teilweise angeschmolzen und gefrittet. Solche Einschlüsse heben sich hell von dem umgebenden schwarzen Basalt ab. Früher war im Bereich des Bruchs ein 3 mal 4 Meter großer Block eines konglomeratischen Sedimentgesteins mit Kontakterscheinungen zum vulkanischen Gestein sichtbar; dieser ist derzeit (Stand: 2020) verrutscht. Das Alter des Gesteins wurde mittels Kalium-Argon-Datierung auf 34,5 Mio. Jahre bestimmt, es stammt damit aus dem jüngeren Eozän. Das Vorkommen gehört zu den vulkanischen Bildungen am nördlichen Oberrheingraben, die mit der Entstehung des Grabenbruchs in Verbindung gebracht werden.